# 365. Infanterie-Division (Wehrmacht)
La 365. Infanterie-Division fu una divisione dell'esercito tedesco attiva durante la seconda guerra mondiale che venne creata nel marzo 1940 e sciolta nell'agosto dello stesso anno.

## Storia
La divisione fu istituita il 10 marzo 1940 a Tarnow, in Polonia ed era formata da riservisti di una fascia d'età che andava dai 35 ai 45 anni; la sua sede in tempo di pace era Eßlingen. Il 1° agosto 1940 la divisione fu ufficialmente sciolta e le sue unità formarono altri reggimenti usati per la guardia dei prigionieri di guerra.

## Ordine di battaglia
- Infanterie-Regiment 647
- Infanterie-Regiment 648
- Infanterie-Regiment 649
- Kanonen-Batterie 365
- Radfahr-Schwadron 365
- Nachrichten-Kompanie 365
- Divisions-Nachschubführer 365[1]

## Comandanti
- Generalleutnant Konrad Haase (10 marzo 1940 - 1° agosto 1940)[1]